# Cruzeiro da Fortaleza
Cruzeiro da Fortaleza là một đô thị thuộc bang Minas Gerais, Brasil. Đô thị này có diện tích 185,505 km², dân số năm 2007 là 3760 người, mật độ 22,7 người/km².